# Samoa-Papageiamadine
Die Samoa-Papageiamadine (Erythrura cyaneovirens), auch Kurzschwanz-Papageiamadine genannt, ist eine Art aus der Familie der Prachtfinken. Es werden mehrere Unterarten unterschieden. Strittig war lange Zeit, ob die Peales-Papageiamadine und die Königs-Papageiamadine Unterarten der Samoa-Papageiamadine darstellen. Mittlerweile werden sie wegen ihrer starken öko-ethologischen Differenzierung allgemein als eigenständige Arten anerkannt.
Trotz des verhältnismäßig kleinen Verbreitungsgebietes und der damit einhergehenden Bestandsgefahr durch Habitatverlust wird die Samoa-Papageiamadine von der IUCN als  (=least concern – nicht gefährdet) eingestuft.

## Beschreibung
Die Männchen der Samoa-Papageiamadine haben schwärzliche Augenzügel und einen karmesinroten Kopf und Kopfseiten. Im Genick verläuft ein blaues Band, das ins Blaugrün des Rückens übergeht. Die Kehle und die Brust sind verwaschen blau, die Körperunterseite dagegen grün und mehr oder weniger stark blau überhaucht. Der hintere Bürzel sowie die Oberschwanzdecken sind rot. Der Schwanz ist kurz, wobei die mittleren Schwanzfedern düsterrot sind und die übrigen Schwanzfedern schwarzbraun. Die Augen sind braun und der Schnabel ist schwarz.
Zwischen Männchen und Weibchen bestehen nur geringfügige Unterschiede. Grundsätzlich sind die Weibchen etwas heller und etwas matter gefärbt und weisen auf der Körperunterseite einen mehr grünlichen Ton auf.

## Verbreitungsgebiet und Lebensweise
Das Verbreitungsgebiet der Samoa-Papageiamadine sind die Samoa-Inseln. Die Nominatform (E. c. cyanovirens) besiedelt die Insel Upolu. Die Unterart E. c. gaughrani kommt nur auf Savaiʻi vor. Ihr bevorzugter Lebensraum sind Waldlichtungen sowie Sekundärbusch. Sie kommt auch auf Weidegebieten und auf Pflanzungen vor. Dagegen fehlt sie in der dicht besiedelten Küstenzone. Sie frisst vor allem die Samen krautiger Pflanzen sowie Insekten und deren Larven.
Das Nest ist kugelig. Ansonsten liegen kaum Freilandbeobachtungen über das Fortpflanzungsverhalten vor. Bei in menschlicher Obhut gepflegten Samoa-Papageiamadinen umfasste das Gelege drei bis vier Eier. Beide Elternvögel brüten und sind sowohl tagsüber als auch nachts häufig gemeinsam im Nest. Die Brutdauer beträgt etwa 14 Tage und die Nestlingszeit währt 22 Tage. Ausgeflogene Jungvögel fliegen sofort sehr gut und sind in der Lage, sicher auf Ästen zu landen. Sie kehren nachts nicht mehr in das Brutnest zurück und beginnen schon zwei bis drei Tage nach dem Ausfliegen, an halbreifen Hirserispen einzelne Körner herauszuklauben. Sie sind mit etwa drei Wochen selbständig. Samoa-Papageiamadinen sind ausgesprochen frühreife Vögel. Zwei in Gefangenschaft gepflegte Weibchen haben bereits mit einem Lebensalter von dreieinhalb Monaten Eier gelegt und Jungvögel, die ihr erstes Lebensjahr noch nicht vollendet hatten, haben selber erfolgreich Jungvögel aufgezogen.